# Ranunculus ailaoshanicus
Ranunculus ailaoshanicus är en ranunkelväxtart som beskrevs av Wen Tsai Wang. Ranunculus ailaoshanicus ingår i släktet ranunkler, och familjen ranunkelväxter. Inga underarter finns listade i Catalogue of Life.